# Knut Holmann
Knut Holmann (n. 31 iulie 1968, Oslo, Norvegia) este un caiacist ce a reprezentat Norvegia, medaliat olimpic. A participat la 4 ediții ale Jocurilor Olimpice (1988, 1992, 1996, 2000) în care a câștigat 3 medalii de aur, două medalii de argint și o medalie de bronz.